# Gaststätte Am Kleinbahnhof

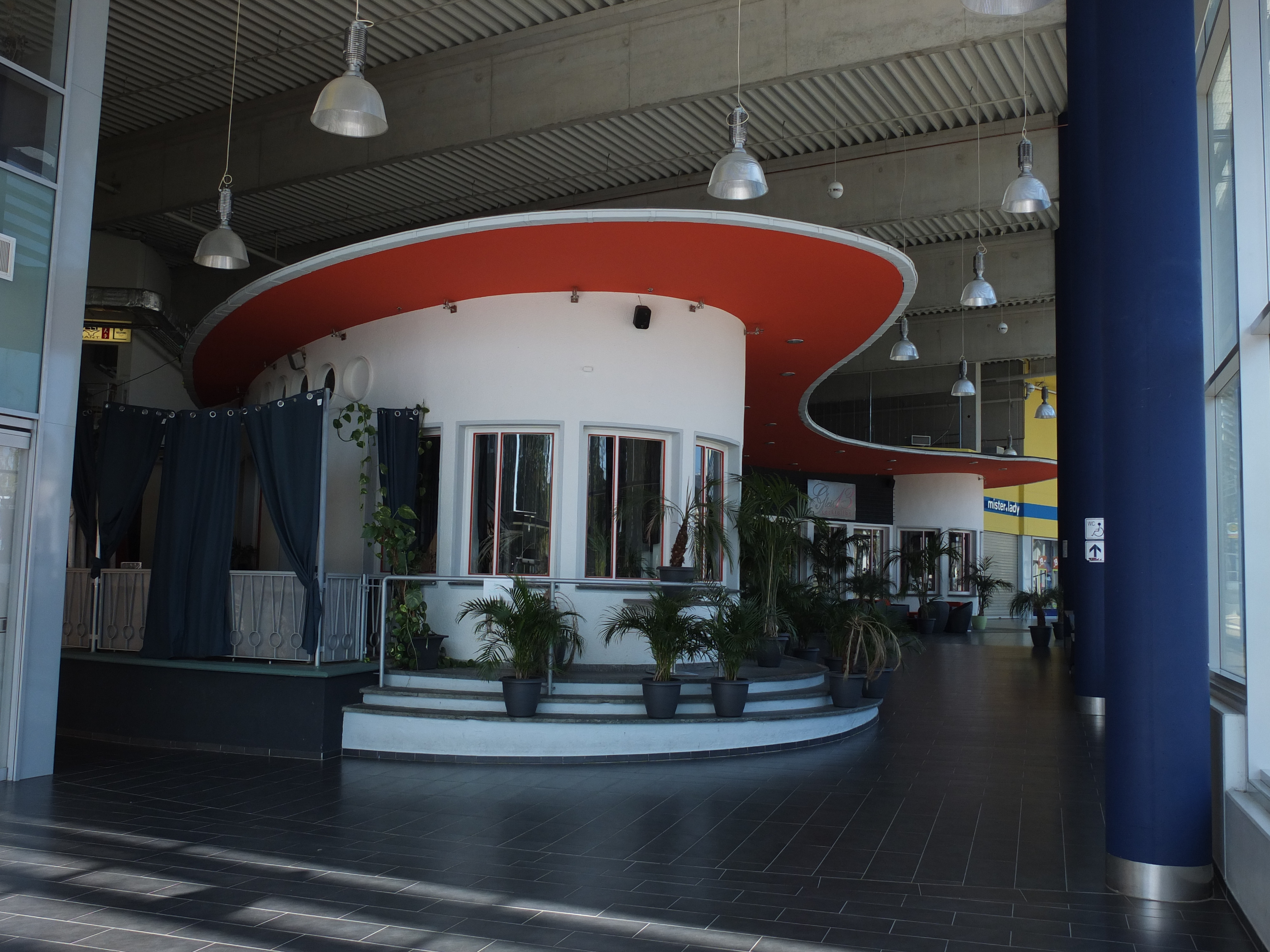
Am Kleinbahnhof

Die Gaststätte Am Kleinbahnhof ist ein denkmalgeschütztes Profangebäude in der Kreisstadt Soest in Nordrhein-Westfalen.

## Geschichte und Architektur
Das örtlich auch als „die Niere“ bekannte Gebäude wurde 1956 als Gaststätte und Café am ehemaligen Bahnhof Soest der Ruhr-Lippe-Eisenbahnen und heutigen Busbahnhof errichtet. Es handelt sich um einen typischen Bau der 1950er Jahre. Er ist nierenförmig geschwungen, das Flachdach kragt weit vor. Das Fensterband ist umlaufend. Von der bauzeitlichen Ausstattung sind Gitter, Farbfenster und der Bodenbelag in Teilen erhalten.
Das Bauwerk befindet sich seit 2007 vollständig im Inneren eines Einkaufszentrums (City-Center Soest) und steht leer.

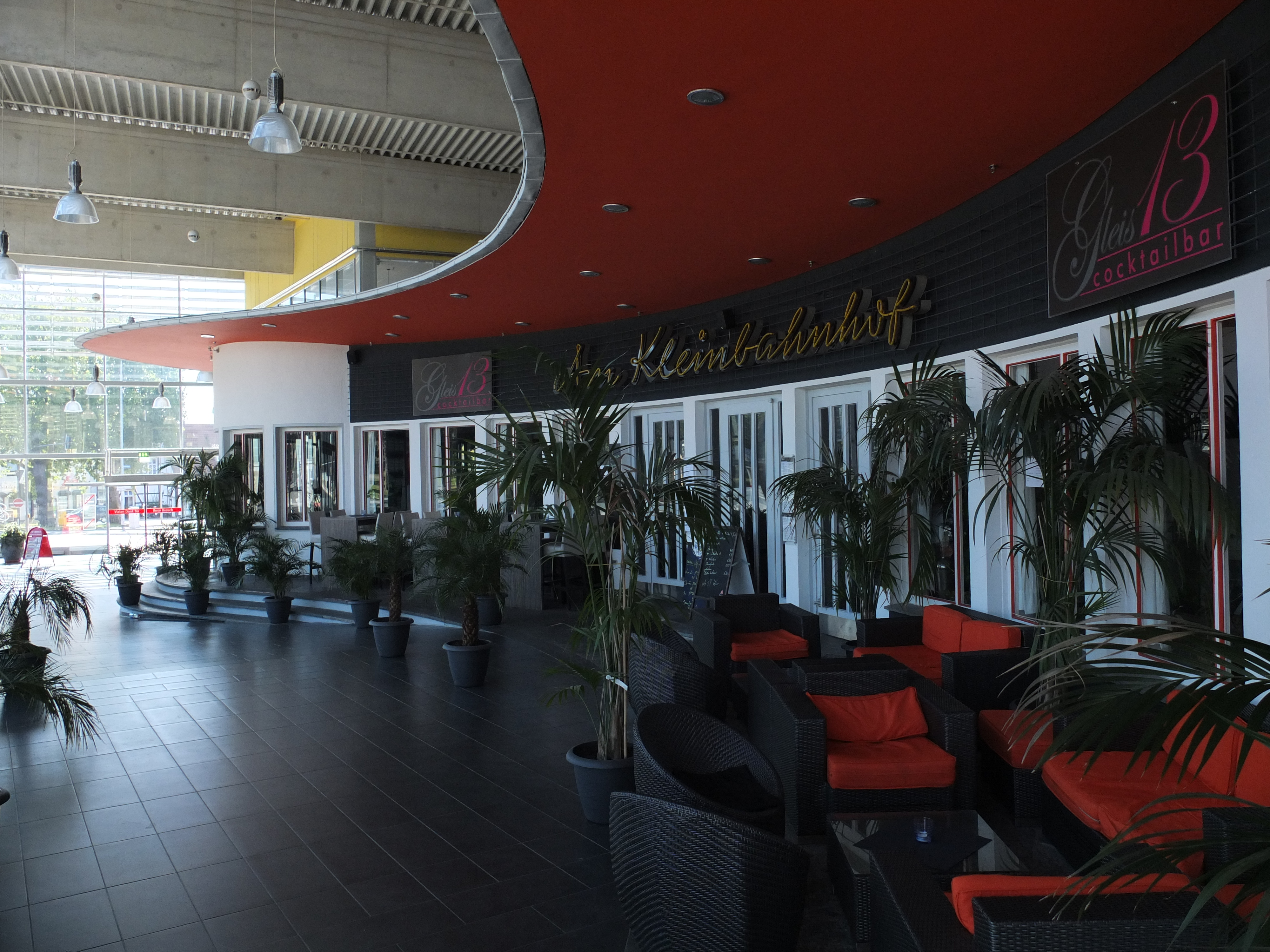
Am Kleinbahnhof